# 散饵

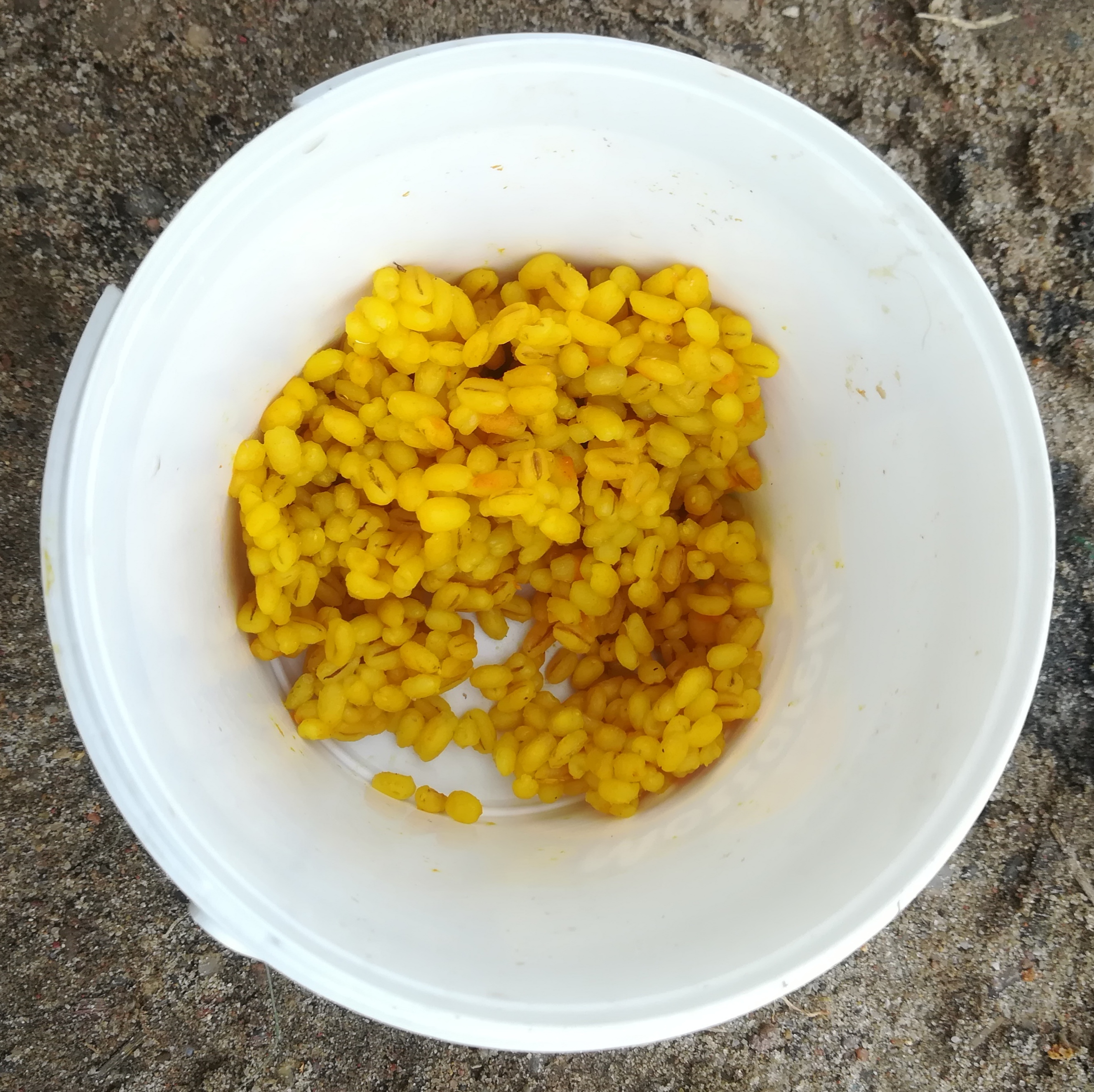
用作散饵的烘豆

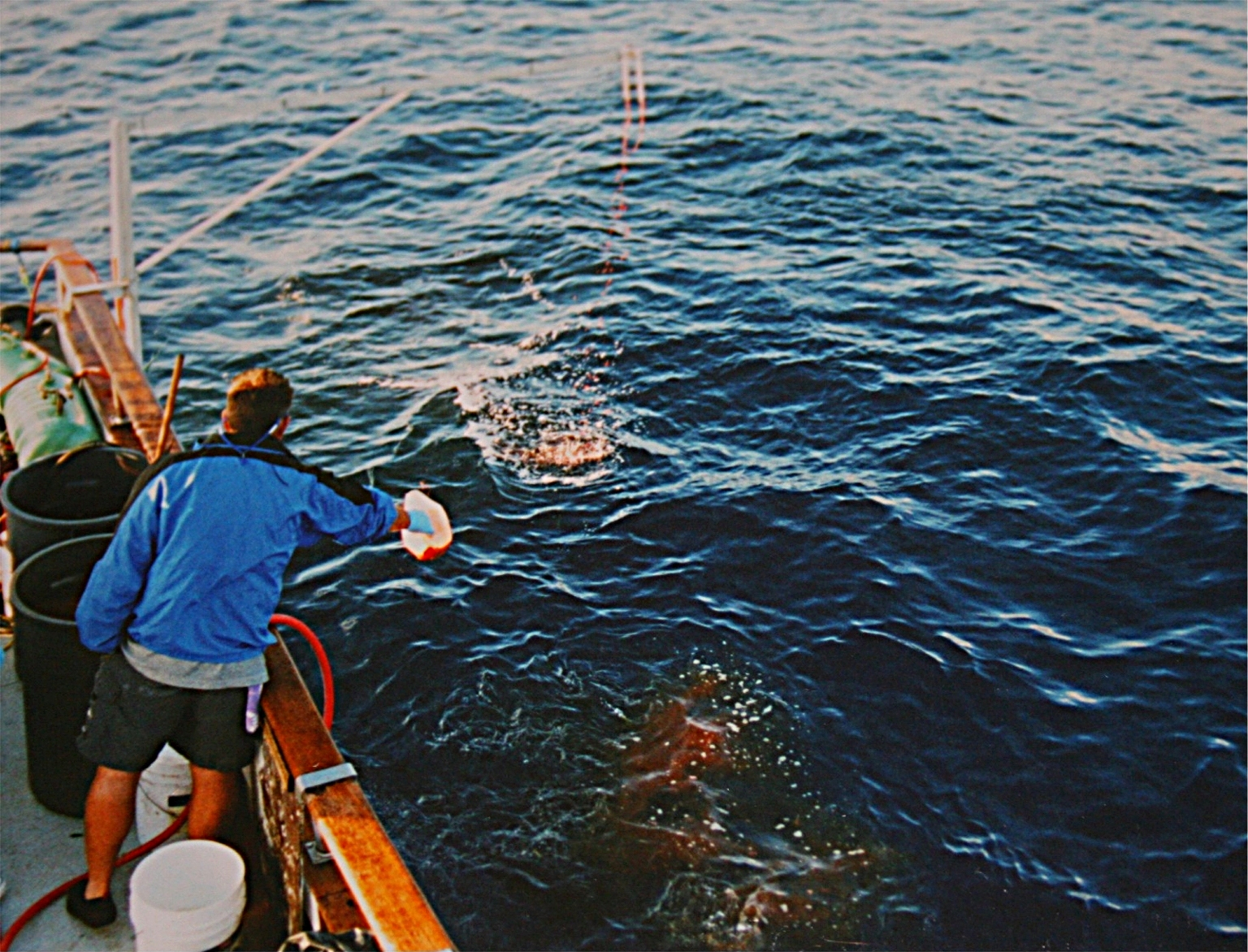
用来吸引鲨鱼的碎肉散饵

散饵（英語：groundbait）也称窝料，是捕鱼时为了将更多的鱼吸引到指定水域聚集而预先撒入水中（俗称“打窝”）的鱼饵，用这些饵料在水中的气味四处扩散帮助集鱼，以便更有效的进行钓鱼、网鱼、刺鱼、射鱼、甚至（在许多地区违法）电鱼、炸鱼或毒鱼等捕鱼作业。与挂在鱼钩上的钓饵（hookbait）不同，散饵通常与渔具分开，虽然有些特殊的钓法（比如底钓）会使用装有散饵的笼状的撒饵器（feeder，也称打窝器）来将其缓慢释放到水中。
散饵的用量通常较大以便撒入面积宽广、水流较缓的淡水水体，主要用来吸引只靠钓饵的气味很难引诱的各种杂食和食草鱼类（比如鲤鱼和草鱼）。捕鱼者通常会自己配制散饵，但是现在许多专业厂商也开始批量销售各种散饵配料。在外海进行船钓（所谓的“蓝水海钓”）时，因为针对的目标鱼通常是食肉的大型掠食性鱼类（比如鲨鱼、旗鱼、金枪鱼等），也会使用新鲜的碎鱼肉混合血液和下水作为散饵撒入海中，在英文中称为。

## 技巧
散饵通常由各类天然食材（比如鱼粉、面包屑、甘草糖、粗玉米粉、火麻籽和芝麻油等）混合而成，在加水后做成饵球，然后做为“开胃菜”扔到水中释放气味引鱼。根据成分和制作手法不同，这些散饵球可以迅速扩散气味，也可以缓慢溶解释放气味来吸引底栖鱼。
根据目标鱼类的不同，散饵也分不同类型：
- 香饵：香型诱饵主要指酒香型，有酒泡大米、酒泡小米、酒泡玉米等，其特点是吸引鱼群速度快，缺点是鱼群容易吃饱，留鱼效果差[2]:164。为了避免其弊端，一般诱饵使用少量酒米，再加糠饼，这样就能做到吸引鱼群快，留鱼效果好[2]:164。
- 臭饵：一般使用新鲜的人畜粪便搅拌黄泥、混合饲料，是钓鲤鱼、鲫鱼、草鱼、鳊鱼、鲶鱼等有食腐和食屑习性的底栖摄食鱼类常用的诱饵[2]:165。新鲜牛粪、新鲜碎草、黄泥、混合饲料，被钓鱼者用于钓草鱼，新鲜鸡粪、米、糠，主要用于钓鳊鱼[2]:165。
- 腥饵：一些有食肉性的大鱼爱好腥味，可以将田螺锤烂、蚬肉、混合饲料、山羊油、虫蛹粉制作成腥型诱饵[2]:168。在外海捕捉大型掠食性鱼类的时候，通常会将下水、碎肉和绞碎的杂鱼等混合了动物血液后抛到水中，美式英语称之为“chumming”。
- 活饵：一般使用活的猎物（比如蠕虫、昆虫或饵鱼）来吸引嗅觉灵敏的掠食鱼。如果使用的诱饵有较强的水底活动能力，通常会将其伤残（比如剪掉鱼鳍、或将鳌虾的腿掰断）或用化学品麻醉（比如用酒精浸泡泥鳅）以防止其四散逃窜。在许多国家，使用活饵会因为不人道或污染水质而被法律禁止。

散饵的用量需要提供足够浓度能够吸引最多数量的鱼，但是如果用量过大反而会喂饱鱼类使其失去吞咬钓饵的兴趣。有条件的捕鱼者有时会预先连续几天向水中投放一些散饵，以此来吊起当地鱼群的胃口，然后断饵数日让鱼感到饥饿。使用撒饵器可以将散饵直接释放到钓饵的周边；另一种释放散饵的方式则是直接把散饵团捏贴在鱼钩上方的鱼线上。

## 法规
和化肥一样，将未分解的营养物直接扔到水中可能会产生对生态系统的负面影响（比如富营养化导致藻华）。因此有些水域会有专门的法规限制在钓鱼时使用散饵，在禁用散饵的地区有时钓鱼者会使用气味较浓的泥土和壤土替代散饵。

## 额外阅读
- Cryer M and Edwards RW (1987) "The impact of angler ground bait on benthic invertebrates and sediment respiration in a shallow eutrophic reservoir". Environmental Pollution, 46: 137–150.
- Edwards RW and Fouracre VA (1983) "Is the banning of ground baiting in reservoirs justified?" In: Proceedings of the Third British Freshwater Fisheries Conference, University of Liverpool, pp. 89–94.